# Floyd Cardoz
Floyd Cardoz (2 octobre 1960 - 25 mars 2020) était un chef cuisinier américain d'origine indienne. Il est né à Bombay. Il est connu pour ses fonctions de chef exécutif dans les restaurants Paowalla et Tabla de New York, ainsi que pour sa victoire aux Top Chef Masters en 2011. Ses restaurants new-yorkais sont connus pour mélanger les saveurs et les épices indiennes avec les techniques de la cuisine occidentale. 
Floyd Cardoz était également partenaire de Bombay Sweet Shop, O Pedro et The Bombay Canteen en Inde au moment de sa mort. Il a commencé sa formation dans sa ville natale de Bombay avant de déménager en Suisse, approfondissant ses compétences culinaires avec des Français, Italiens et des Indiens avant de déménager à New York. À Manhattan, il a cuisiné sous les ordres du célèbre chef Gray Kunz, au restaurant Lespinasse, avant d'ouvrir ses propres restaurants. 
Cardoz a été quatre fois nommé au James Beard Award et fut l'auteur de deux livres de cuisine. En 2008, il a lancé une ligne de plats principaux avec la société de livraison à domicile d'épicerie en ligne FreshDirect. Cardoz a été consultant culinaire pour le long métrage de 2014 The Hundred Foot Journey, dans lequel les cuisines française et indienne fusionnent. 

## Décès
Cardoz est décédé du COVID-19 le 25 mars 2020 à l'hôpital Mountainside de Montclair, New Jersey, à l'âge de 59 ans. Il avait été hospitalisé pendant une semaine après avoir voyagé de Bombay à New York en passant par Francfort-sur-le-Main le 8 mars, à la suite de quoi il est tombé malade et le test au coronavirus s'est révélé positif. 
Cardoz et sa femme et partenaire d'affaires, Barkha, ont deux fils, Justin et Peter.